# كليوباترا المقدونية
كليوباترا المقدونية (357-308 ق م) أو كليوباترا الإبيروسية كانت أميرة مقدونية إبيروسية ولاحقاً الملكة والوصية على عرش إبيروس. وهي ابنة الملك فيليب المقدوني وأوليمبياس الإبيروسية ، وكانت الشقيقة الوحيدة للإسكندر الأكبر . ومن أخواتها غير الشقيقات الأخريات ثسيلونيكة en وكينانة en وأخوها غير الشقيق فيليبوس الثالث.

## نشأتها وزواجها
نشأت في رعاية والدتها في العاصمة بيلا، كأميرة مثل سائر الأميرات. وفي عام 338 ق م، وبقيت كليوباترا في مدينة بيلا مع والدها والدتها بينما فرت أوليمبياس إلى المنفى في إبيروس مع شقيقها المولوسي en الإسكندر الأول الإبيروسي en (خال كليوباترا)، إلى إيليريا en. بعدها بقليل شعر فيليب بحاجته للتحالف مع الإسكندر الأول من خلال تقديمه يد ابنته لتزويجها. فأقيم عرس كبير بين كليوباترا والإسكندر الأول في 336 ق م. وكان احتفال عرسها، الذي أُقيم على مستوى كبير وفخم في أيجيا المقدونية، هو المسرح الذي اغتيل فيه فيليب الثاني.
مباشرة وبعد مقتل والدها، ذهبت مع عريسها من مقدونيا إلى إبيروس. وبعد فترة ليست بالوجيزة، رُزق الزوجان بطفلين، هما نيوبطليموس الثاني الإبيروسي en وكادميا. ولم يكن تركها لبيلا يعني ترك عائلتها خلفها، فالاعتقاد الشائع هو أن كليوباترا والإسكندر بقيا على اتصال وثيق بينما كان في غزوه للشرق. وفي عام 332 قبل الميلاد أرسل الإسكندر إلى موطنه مقداراً من الغنائم لأمه وأخته على حد سواء، كما أرسل مقداراً لأصدقائه المقربين.

## توليها السلطة
في عام 334 ق م، عبر زوج كليوباترا البحر الأدرياتيكي إلى شبه الجزيرة الإيطالية لشن حملة عسكرية ضدّ عدّة عشائر إيطالية ، مثل اللوكانيين والبروتيين en ، نيابة عن المستعمرة اليونانية تاراس ، تاركاً إياها كوصية على عرش إبيروس. كما كانت مسؤولة عن استلام وإرسال شحنات الحبوب الرسمية خلال فترة شح واسعة لهذه المادة الغذائية حوالي العام 334 ق م. ووفقا لنقوش من قورينا، الليبية كانت هي التي استلمت 50,000 مدميناً من الحبوب منهم (مدمين-medimnos وحدة قياس تعادل 52.4 لتر)، وقد تم شحن الفائض منه إلى كورنث. نجح الإسكندر الأول في احتلال هيراكليا en، واستولى على سيبونتم-Sipontum، ووقعت في قبضته كل من كونسنتيا-Consentia وتيرين-Terin، لكنه قتل في نهاية المطاف في معركة في عام 331 ق م، وترك وريثه، نيوبطليموس الثاني صغيرا جدا على اعتلاء العرش.
حكمت كليوباترا مملكة إيبيروس في هذه الأثناء. وعلى خلاف بقية اليونان، فقد كان من المعتاد أن تصبح المرأة الإيبيروسية هي ربة الأسرة وزعيمتها عندما يموت الزوج إن كان الذكور صغارا جدا. ولم يكن من المناسب إلا أن تتولى هذه الملكة القوية زمام السلطة. وعندما قتل زوجها، أُرسلت سفارة من أثينا لتقديم التعازي لها.
وفي حوالي عام 324 ق م، رجعت كليوباترا إلى مقدونيا، بينما تابعت والدتها أوليمبياس شؤون حكم إيبيروس، عندما بدأت العلاقات بين الملكة الأم وأنتيباتر بالتوتر الجدي. ولم يمض وقت طويلا حتى مات بعد ذلك الإسكندر الأكبر في عام 323 ق م.

## نزاع ملوك الطوائف واغتيالها
بعد وفاة شقيقها الإسكندر الأكبر، وفي خضم النزاع الذي اندلع بين ملوك الطوائف تقدّم لطلب يدها العديد من قادة أخيها العسكريين الذين اعتقدوا أنها ستكون عامل تعزيز لنفوذهم وسط المقدونيين عن طريق الاقتران بأخت الإسكندر الأكبر. ويذكر المؤرخون ان ليوناتوس هو أوّل من تقدّم لطلب يدها، فذكر لـ يومينيس انه تلقى وعدا منها لقبولها الاقتران به. وبعد مقتل ليوناتوس في 322 ق م، حاول بيرديكاس كسب ودها والزواج منها. وبعد موته، تقدّم خاطباً إياها كاسندر ثم ليسيماخوس ثم أنتيغونوس . لكنها رفضت كل هؤلاء المتقدّمين. وهربت إلى ساردس، حيث بقيت هناك لسنوات في نوع من الضيافة الإجبارية عند أنتيغونوس.
وفي التفافة مثيرة للأحداث في ساردس، قام أنتيباتر المحبط باتهام كليوباترا علنا بالتورط مع بيرديكاس في موت أختها غير الشقيقة كينانة. إلا أن كليوباترا لم تخضع له بسهولة، بل قاومت بكل ثبات.
وفي نهاية الأمر، قبلت كليوباترا بالزواج من بطليموس، ولكن قبل أن تتحقق لها خطتها، تم القبض عليها. وبعد أن أرجعت إلى ساردس، اغتيلت في عام 308 ق م، بأوامر من أنتيغونوس على ما يبدو، الذي قدّم بعد ذلك جنازة رائعة لها.

## روابط خارجية
- Cleopatra from Charles Smith, Dictionary of Greek and Roman Biography and Mythology (1867)
- Cleopatra of Macedonia from Livius on ancient history by Jona Lendering